# Apenes angustata
Apenes angustata är en skalbaggsart som beskrevs av Schwarz. Apenes angustata ingår i släktet Apenes och familjen jordlöpare. Inga underarter finns listade i Catalogue of Life.